# Yung Lean
Yung Lean, rodným jménem Jonatan Aaron Leandoer Håstad (* 18. července 1996 Stockholm), je švédský rapper, zpěvák, skladatel, producent a módní návrhář.
Narodil se ve Stockholmu. V roce 2013 vystoupil se svou písní  Ginseng Strip 2002, která byla velmi úspěšná na YouTube V roce 2013 vydal svůj debutový mix s názvem Unknown Death 2002 a následující rok debutové studiové album Unknown Memory. V roce 2016 vydal další mix s názvem Frost God a druhé studiové album, Warlord. Následující rok vydal své třetí studiové album, Stranger v nahrávajícím studiu YEAR0001, V listopadu 2018 následoval třetí mix s názvem, Poison Ivy. Jeho čtvrté studiové album, Starz, vyšlo v květnu 2020. Jeho čtvrtý mix, Stardust, vyšel v květnu 2022. Páté studiové album, Psykos, vyšlo v březnu 2024. 2025 vyšlo album Jonatan kde byl na featu trx_berry.

## Diskografie

### Studiová alba
- Unknown Memory (2014)
- Warlord (2016)
- Stranger (2017)
- Starz (2020)
- Sugar World (2023)
- Psykos (2024)
- Jonatan (2025)

### Mixtapy
- Lavender (2013)
- Unknown Death 2002 (2013)
- Frost God (2016)
- Poison Ivy (2018)
- Stardust (2022)